# Bezovo
Bezovo (en macédonien Безово) est un village du sud-ouest de la Macédoine du Nord, situé dans la municipalité de Struga. Le village comptait 54 habitants en 2002.

## Démographie
Lors du recensement de 2002, le village comptait :
- Macédoniens : 53
- Autres : 1